# Physalaemus fuscomaculatus
Physalaemus biligonigerus là một loài ếch trong họ Leptodactylidae.
Nó được tìm thấy ở Brasil, Paraguay, có thể cả Argentina, có thể cả Bolivia, và có thể cả Uruguay.
Các môi trường sống tự nhiên của chúng là xavan khô, xavan ẩm, vùng đất ẩm có cây bụi nhiệt đới hoặc cận nhiệt đới, vùng cây bụi nhiệt đới hoặc cận nhiệt đới vùng đất cao, đồng cỏ khô nhiệt đới hoặc cận nhiệt đới vùng đất thấp, hồ nước ngọt có nước theo mùa, và đầm nước ngọt có nước theo mùa. Loài này đang bị đe dọa do mất môi trường sống.

## Hình ảnh

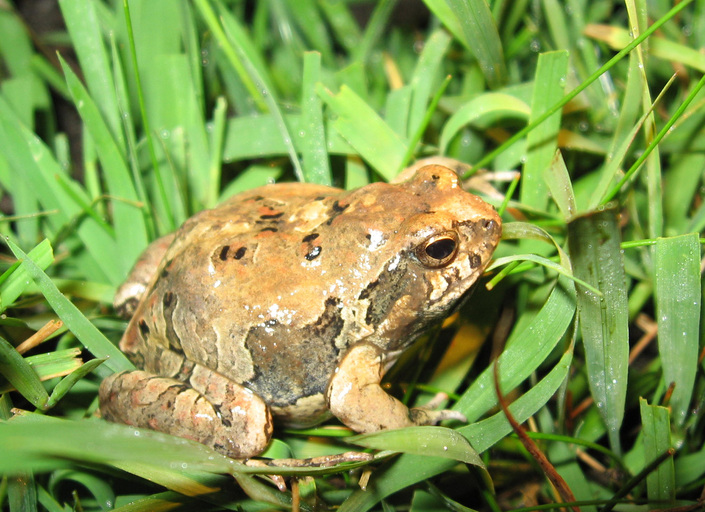
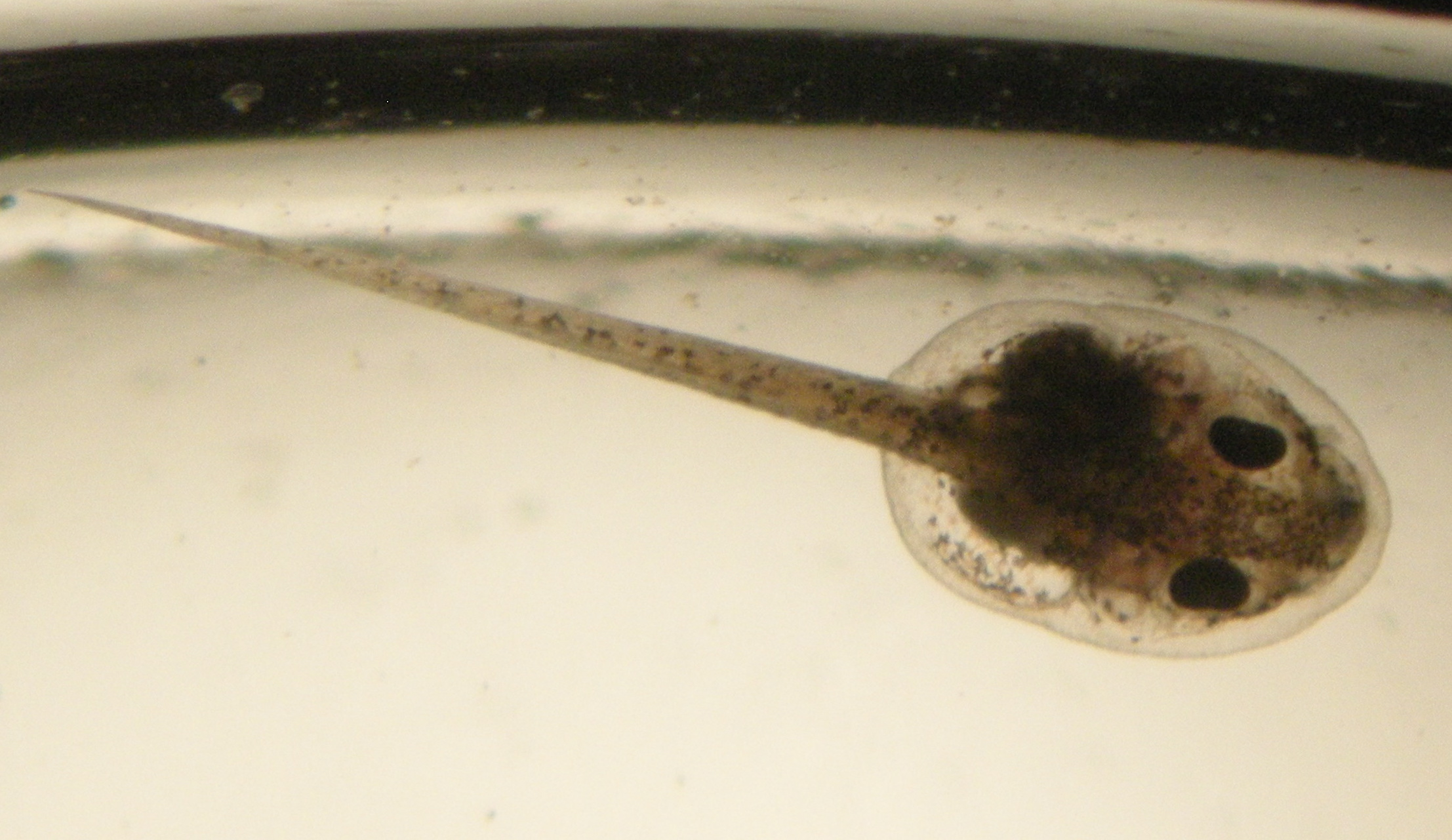
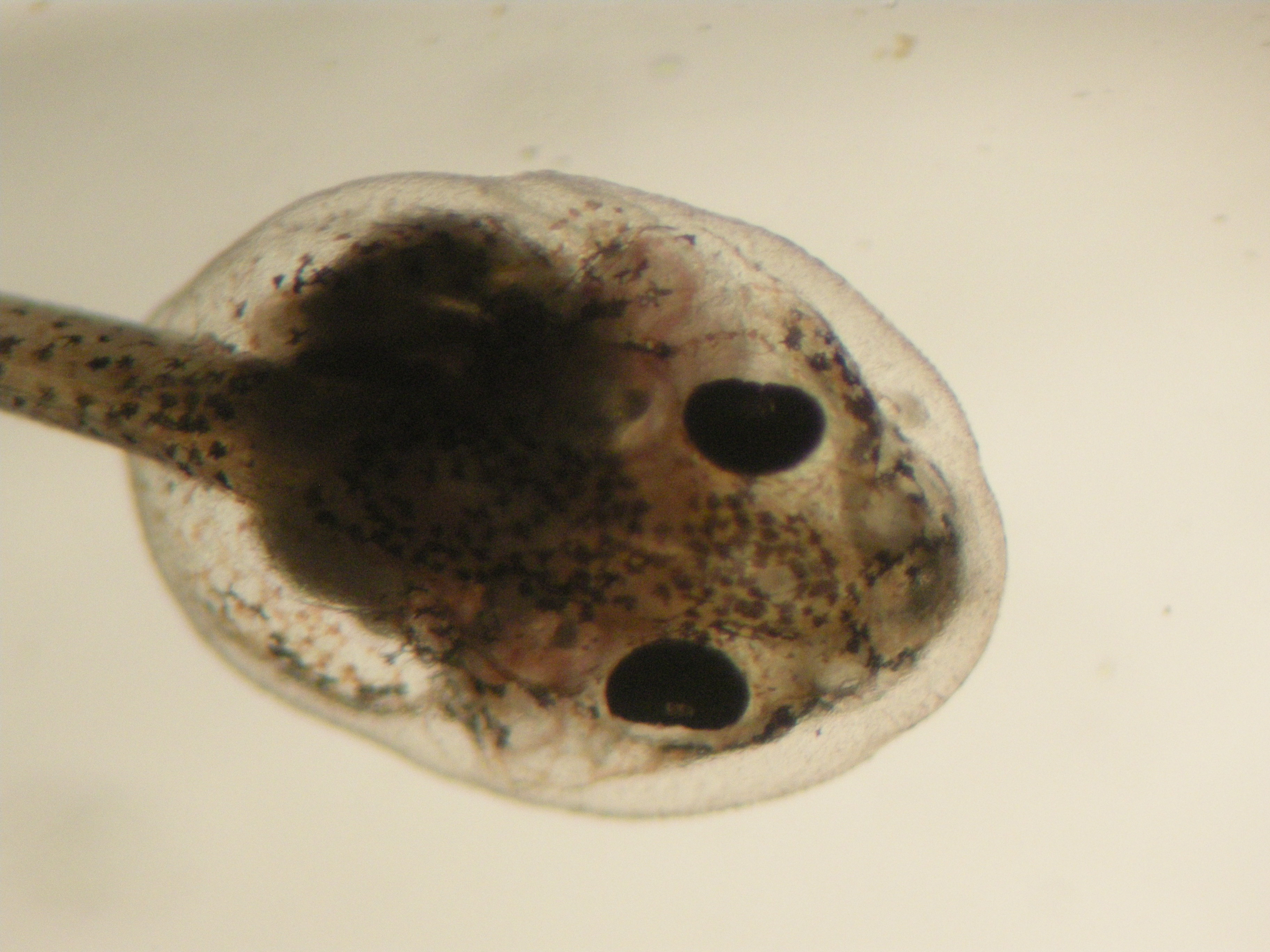
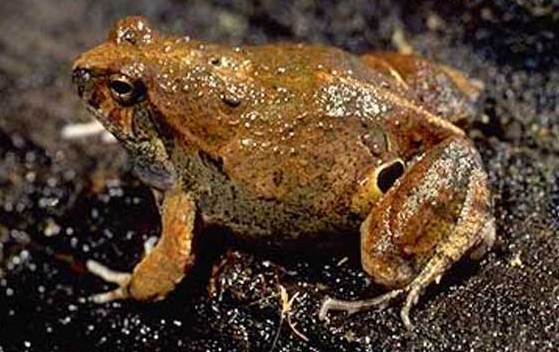